# Roonstraße 41/43 (Wuppertal)

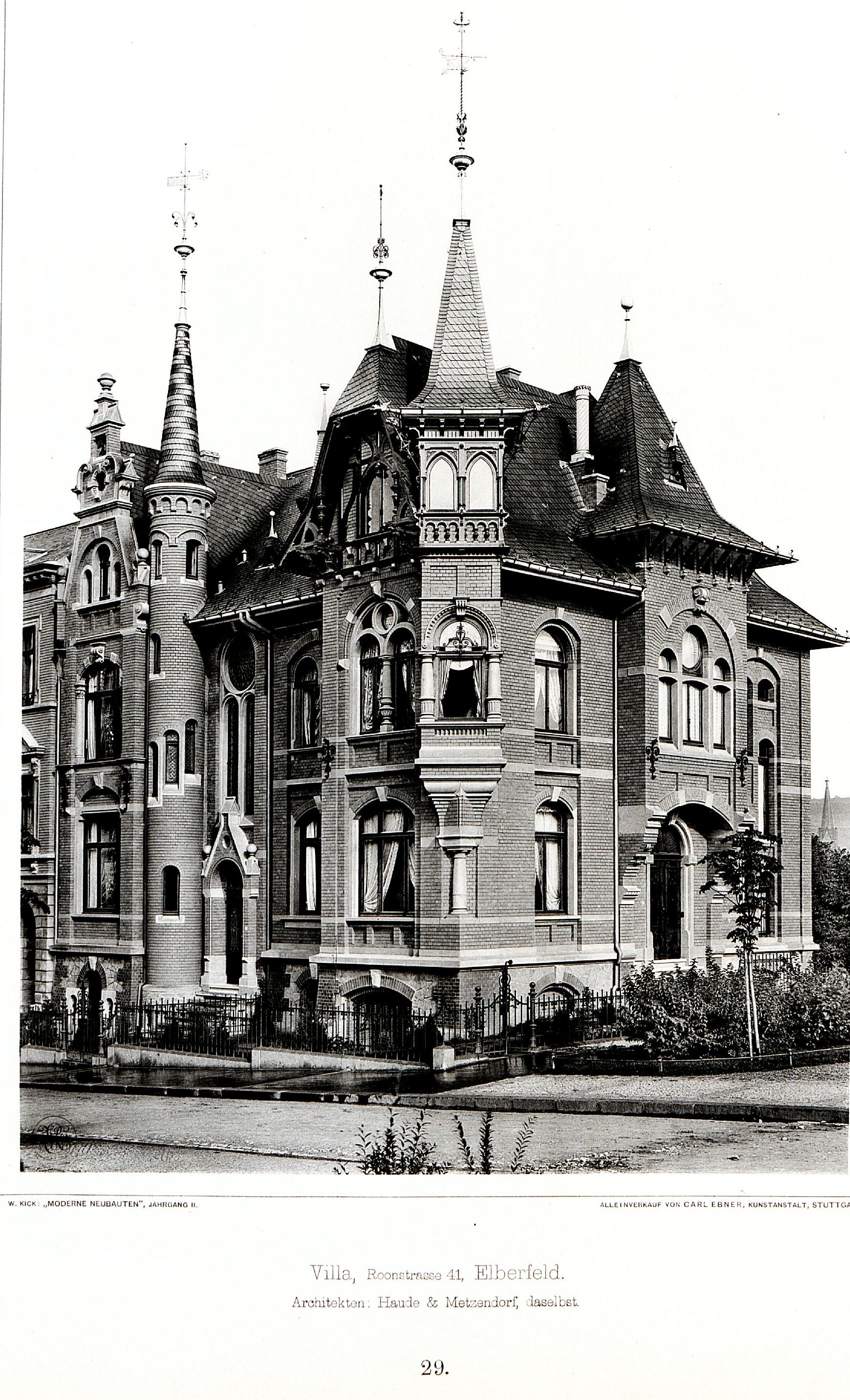
Villen Roonstraße 41/43

Die Villen Roonstraße 41/43 sind zwei aneinander gebaute mehrgeschossige Stadtvillen unter gemeinsamem Dach an der Roonstraße bzw. am Viktoriaplatz im Stadtquartier Brill von Wuppertal-Elberfeld. Sie wurden Ende des 19. Jahrhunderts von den Architekten Georg Haude und Heinrich Metzendorf erbaut und besitzen ausgebaute Unter-, Erd-, Ober- und Dachgeschosse. Die reich gegliederten Fassaden sind aufeinander abgestimmt und beide mit Klinkerverblendung sowie Naturstein an Gesims und Gewände von Fenstern und Portalen ausgeführt. Die Gebäude zeigen eklektizistisch eine Vielzahl historischer Stilelemente, bis hin zu Gargoylen an Rinnen der Dachtraufe des Eckerkers.
Die beiden aneinandergrenzenden verhältnismäßig schmalen Gebäudetrakte bilden zur Roonstraße hin eine Straßenfront von rund 16 Metern, auf die Eckvilla entfallen hier kaum mehr als die Hälfte. Wegen der geringen Abmessungen wurden die Küchen beider Villen jeweils souterrain im Untergeschoss eingerichtet.
Das Gebäude Roonstraße 41 ist seit Oktober 1985 in die Denkmalliste der Stadt Wuppertal unter Nummer 615 als Baudenkmal eingetragen, das Gebäude Roonstraße 43 unter Nummer 528 seit Juli 1985.

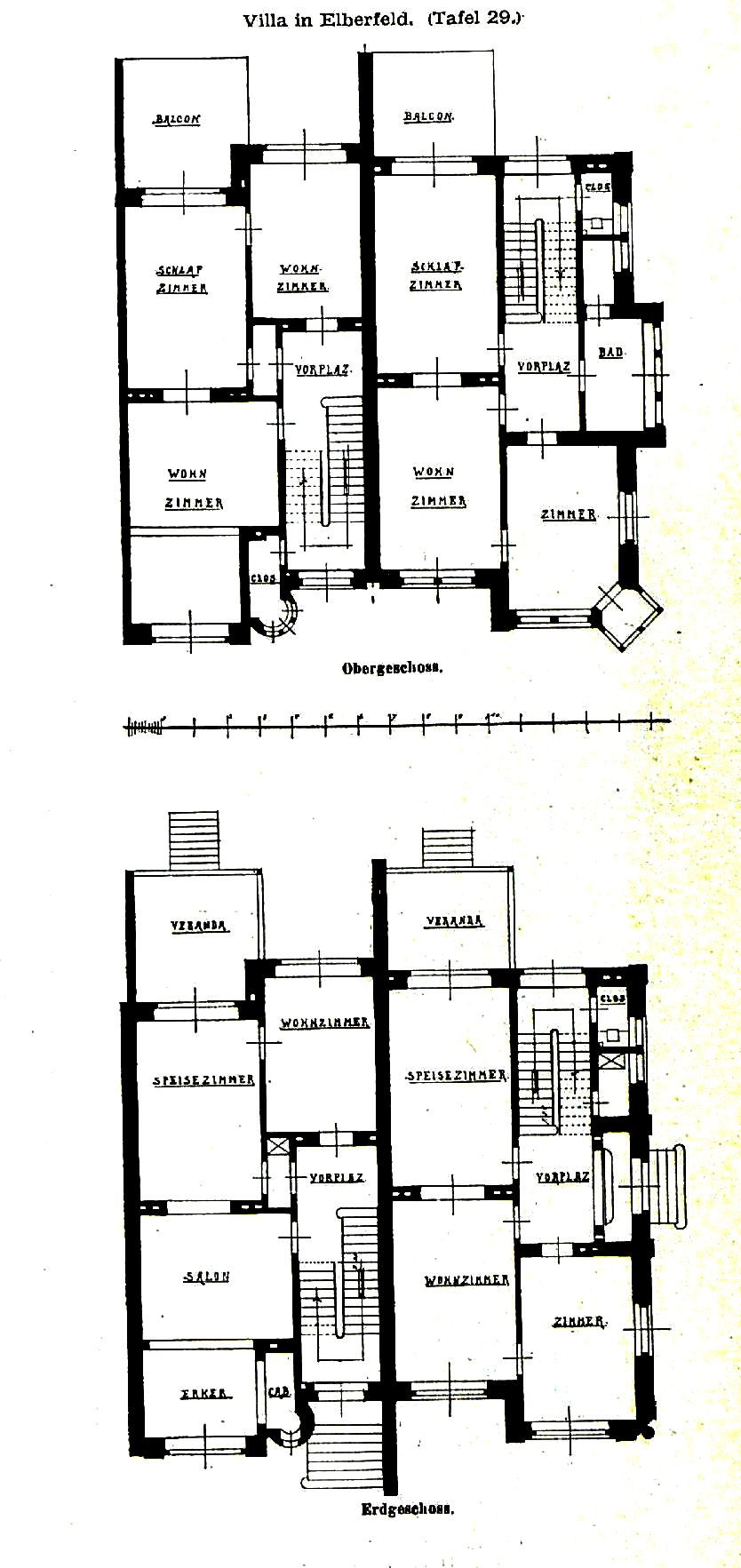
Grundrisse
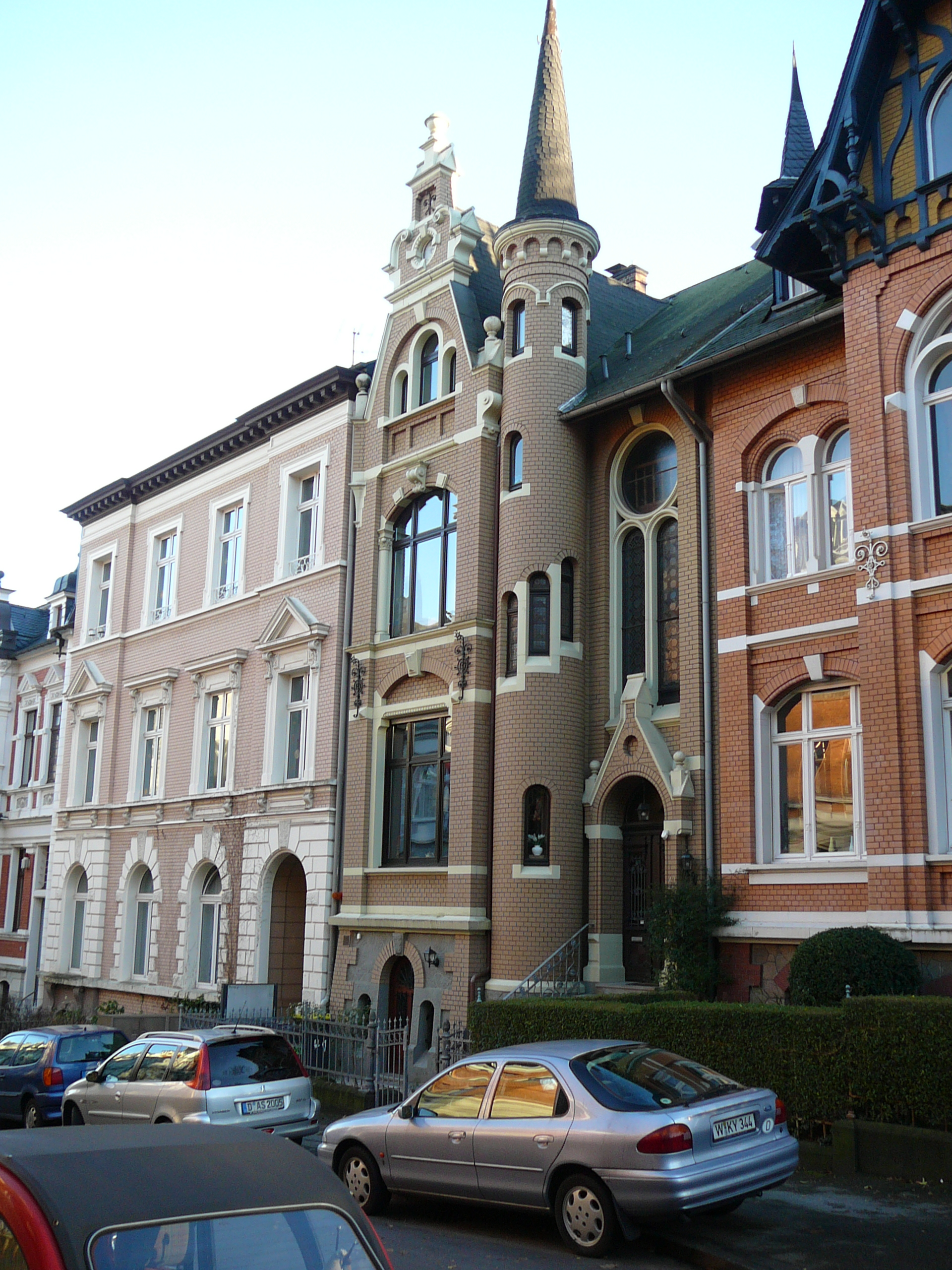
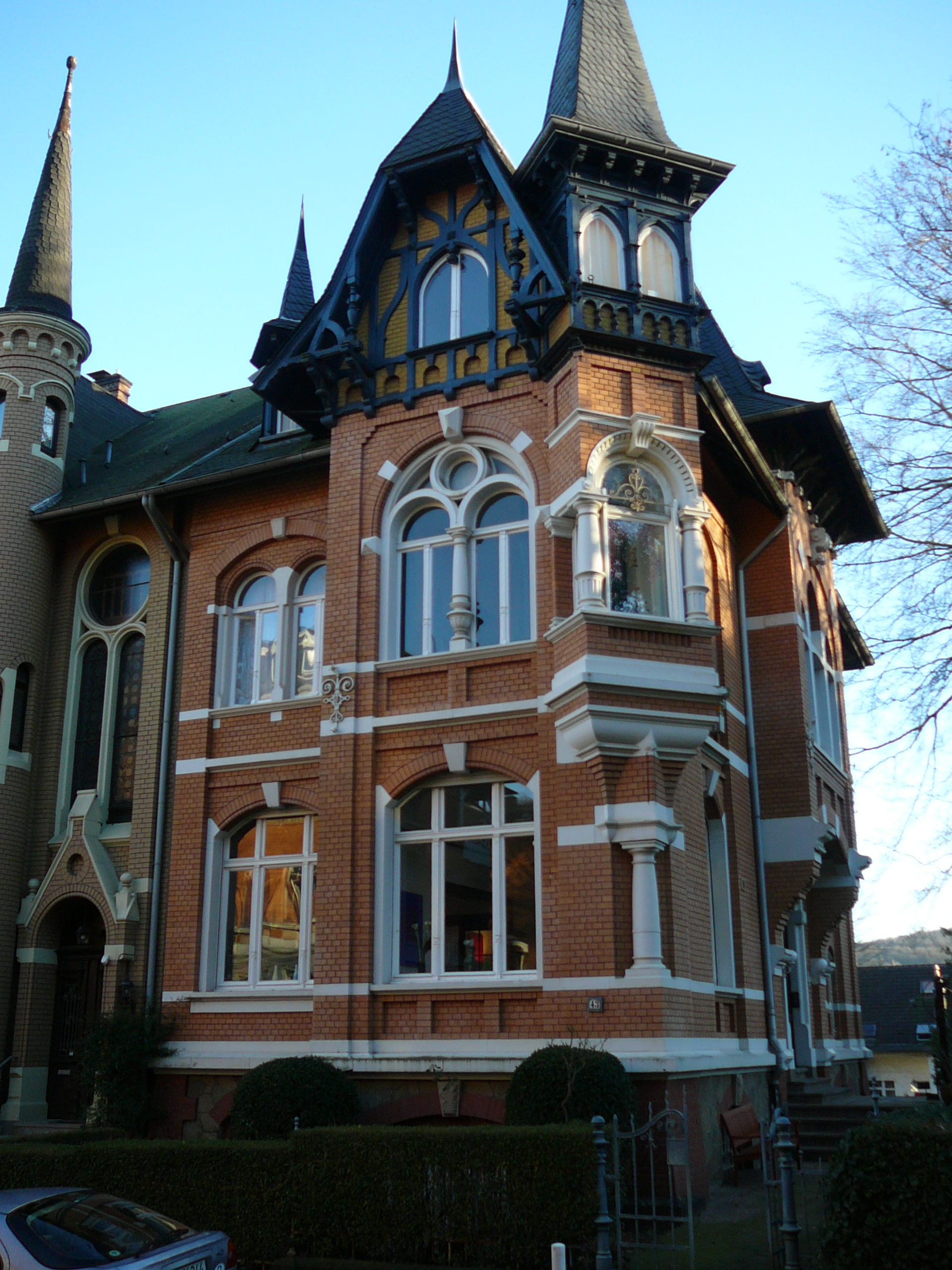